# 山上徹
山上 徹（やまじょう とおる、1943年 - ）は日本の観光経営学者。台湾・台中生まれ、石川県羽咋市出身。同志社女子大学名誉教授、博士（商学）。専門研究領域は観光経営、ホスピタリティ・マネジメント、国際交通政策など。

## 略歴

### 学歴・留学
1973（昭和48）年３月：日本大学大学院商学研究科　商学専攻博士課程　単位取得満期退学
1976(昭和51)年7月：日本大学在外研究員（西ドイツ・ハンブルク大学）に1年間留学。

### 職歴
- 1984（昭和59）年4月： 日本大学商学部教授。拓殖大学大学院商学研究科非常勤講師、日本大学大学院商学研究科教授。
- 1994年7月4日、「国際物流におけるコンテナ港間競争の研究」により博士 (商学)。（論文博士、日本大学）
- 1999（平成11）年4月： 同志社女子大学現代社会学部教授。同志社女子大学大学院国際社会システム研究科教授、同大特任教授、関東学院大学大学院文学研究科非常勤講師、龍谷大学 非常勤講師、2006（平成18）年9月：北京第二外国語学院研究員・北京旅游発展研究基地特約研究員を歴任。
- 2014（平成26）年4月 ：同志社女子大学名誉教授、梅花女子大学食文化学部教授、2019（平成31）年4月：梅花女子大学文化表現学部国際英語学科教授。2022（令和４）年3月：梅花女子大学退職。

### 学会活動
日本国際観光学会理事・監事・顧問、日本海運経済学会評議員、アジア市場経済学会理事、日本貿易学会監事・理事・名誉会員、日本港湾経済学会常任理事・副会長・会長、関西部会会長を経て名誉会員、日本観光ホスピタリティ教育学会理事・副会長・会長・評議員・名誉会員、日本ホスピタリティ・マネジメント学会理事・副会長・会長・顧問、経営関連学会協議会評議員、日本経済学会連合評議員等を歴任。

### 社会活動等
表千家茶道講師（茶名:宗山）、松花古流茶花師範（花名:理山）、京都市基本構想等審議会委員、新京都市観光振興推進計画策定委員会委員、京都創生百人委員会委員、日本ホテル教育センター：学生観光論文コンテスト・審査員、週刊観光経済新聞コラム食と観光2015年4月11日以来、約2年間連載、石川県人会理事・副会長・常任理事、石川県立羽咋高校関東同窓会副会長・会長・相談役・参与、ふるさと関東羽咋会副会長・会長等を歴任。

## おもてなし研究の特徴的な視点
おもてなしは、一般的にお客への心配り・気配りする立居振舞いにおける「スキル」と認識されがちである。しかし、山上はヒト対ヒトが対等な関係にあることを前提とし、お互いに喜び合う心、精神（マインド）そのものの大切さを主張している。そのために、山上のホスピタリティ・おもてなし研究の特徴的な視点は、複雑な経済社会現象を考察するにあたり、単純化して3つに区分して総合的に論じている。それは、中国の陰陽道における「天・地・ヒト」という奇数の「三」の考え方とも通じる。「三」という数字は陽数であり、かつ縁起も良く、さらに、おさまりが良い数字であるからだ。それゆえ、ホスピタリティ・おもてなし学を3つの要素に区分すれば、その本質が明確に理解できるという考え方に基づいている。3つの要素の区分とは、たとえば、定義を「最狭義、狭義、広義」、社会・経済活動を「モノ・体・ハード」「コト・技・ソフト」「ヒト・心・ヒューマン」、研究のアプローチを「現物・現場・現象」（三現主義）、おもてなしの目線を「上から目線・Win-Lose」「同じ目線・Win-Win」「下から目線・Lose-Win」、人間の精神状態を「ハレ・晴れ」「ケ・普通」「ケガレ・穢れ」、文化の伝播を「グローバル」「グローカル」「ローカル」、さらに、世界三大料理を「フォーク食」「箸食」「手食」などの視点から論述している。食ビジネスを例にすれば、まず、店舗、食材・食具などの「清潔で快適なくつろげる空間」「美味しい料理」の創造という「モノ・ハード」、また、食材などの物流システム・調理法・料理人のワザなどを含めた「安全・安心、調理・衛生システム等」の創造という「コト・ソフト」、さらに、接客スタッフなどの先回りの気づきの「楽しく語らい、コミュニケーション」の創造という「ヒト・ヒューマン」といった総合的なおもてなし力がフル・セットされなければならない。とりわけ、同業他社との競争に対し、後者のヒト（スタッフ等）の先回りの気づきが今日、ビジネスの成否を決定づけるという視点から解明が試みられている。
　山上徹『食ビジネスのおもてなし学』学文社、『食文化とおもてなし』学文社、『ホスピタリティ・ビジネスの人材育成』白桃書房、『京都観光学』法律文化社、『ホスピタリティ精神の深化』法律文化社等の著書（編書）を参照。

## 書籍
単著
・『コロナ後の京都観光文化力ガイド』（鳥影社、2022年）
- 『食通のおもてなし観光学』（鳥影社、2018年）
- 『食ビジネスのおもてなし学』（学文社、2015年）
- 『食文化とおもてなし』（学文社、2012年）
- 『観光立国へのアプローチ』（成山堂書店、2010年）
- 『ホスピタリティ精神の深化』（法律文化社、2008年）
- 『ホスピタリティ・マネジメント論』（白桃書房、2005年）
- 『観光マーケティング論』（白桃書房、2005年）
- 『現代観光・にぎわい文化論』（白桃書房、2005年）
- 『国際流通論』（白桃書房、2004年）
- 『国際観光論』（白桃書房、2004年）
- 『現代港湾の異文化の賑わい』（成山堂書店、2003年）
- 『京都の観光論』（学文社、2002年）
- 『京都観光学』（法律文化社、2000年）
- 『ホスピタリティ・観光産業論』（白桃書房、1999年）
- 『交通論』（日本大学通信教育部、1996年）
- 『現代交通サービス論』（地域産業研究所、1996年）
- 『現代流通総論』（白桃書房、1994年）
- 『国際物流のネットワークと港』（白桃書房、1991年）
- 『交通サービスと港』（成山堂書店、1987年）
- 『海港経済論』（千倉書房、1980年）
- 編著
- 『ホスピタリティ・ビジネスの人材育成』（白桃書房、2012年）
- 『経済社会と港湾』（パールロード、2004年）
- 『国際物流と港湾』（パールロード、2004年）
- 『集客戦略と港湾』（パールロード、2004年）
- 『現代観光へのアプローチ』（白桃書房、2003年）
- 『おこしやすの観光戦略』（法律文化社、2001年）
- 『国際観光マーケティング』（白桃書房、1997年）
- 『国際物流概論』（白桃書房、1988年）
- 『港と経済・社会の変貌』（時潮社、1985年）
- 共著
- 『実学「商い」の原点』（南窓社、2015年）
- 『研究者たちの港湾と貿易』（成山堂書店、2009年）
- 『京都・観光文化検定試験』（淡交社、2005年）
- 『交通と文化の史的融合』（八千代出版、2002年）
- 『新・観光社会経済学』（内外出版、1998年）
- 『港・ウォーターフロントの研究』（成山堂書店、1991年）
- 『横浜港史:総論編・各論編』（横浜市港湾局、1989年）
- 『交通学説史の研究そのIII』（運輸経済研究センター、1988年）
- 『現代流通政策』（千倉書房、1984年）
- 『港の社会科学』（海文堂、1979年）
- 『港湾機能の総合的課題』（港湾労働経済研究所、1977年）
- 訳書
- 『シャーロック国際物流論』（監訳：白桃書房、1996年）
- 『マシーソン観光のクロス・インパクト』（共訳：大明堂、1990年）
- 『グッドール、アッシュワース観光・リゾートのマーケティング』（監訳：白桃書房、1989年）
- 『オコーナー現代航空経済概論』（監訳：成山堂書店、1986年）
- 『クリンク交通経営の立地』（単訳：時潮社、1985年）
- 『カウツ海港立地論』（単訳：時潮社、1978年）
- 事典・辞典

＊『港湾経済研究　人物編』（共編著:日本港湾経済学会、2021年）
- 『経済辞典 第5版』（共著：有斐閣、2013年）
- 『海と空の港大事典』（共編著：成山堂書店、2011年）
- 『ホスピタリティ・観光事典』（編著：白桃書房、2001年）
- 『観光大事典』（共著：木楽舎、2007年）
- 『現代消費生活経済辞典』（共著：税務経理協会、1997年）
- 『最新商業辞典』（共著：同文舘、1995年）
- 『港湾産業事典』（編著：成山堂書店、1993年）